# Simon Stevin
Simon Stevin (1548 - 1620), también conocido como Simón de Brujas  o Stevinus (forma latinizada de su nombre) fue un matemático, ingeniero militar e hidráulico, constructor de molinos y fortificaciones, semiólogo, contable e intendente neerlandés. Es considerado uno de los padres del sistema métrico por su obra "De Thiende", considerado la base de la notación moderna para las fracciones decimales. También se le considera el padre de los números negativos por ser el primer matemático que los aceptó como resultado de ecuaciones algebraicas.

## Biografía

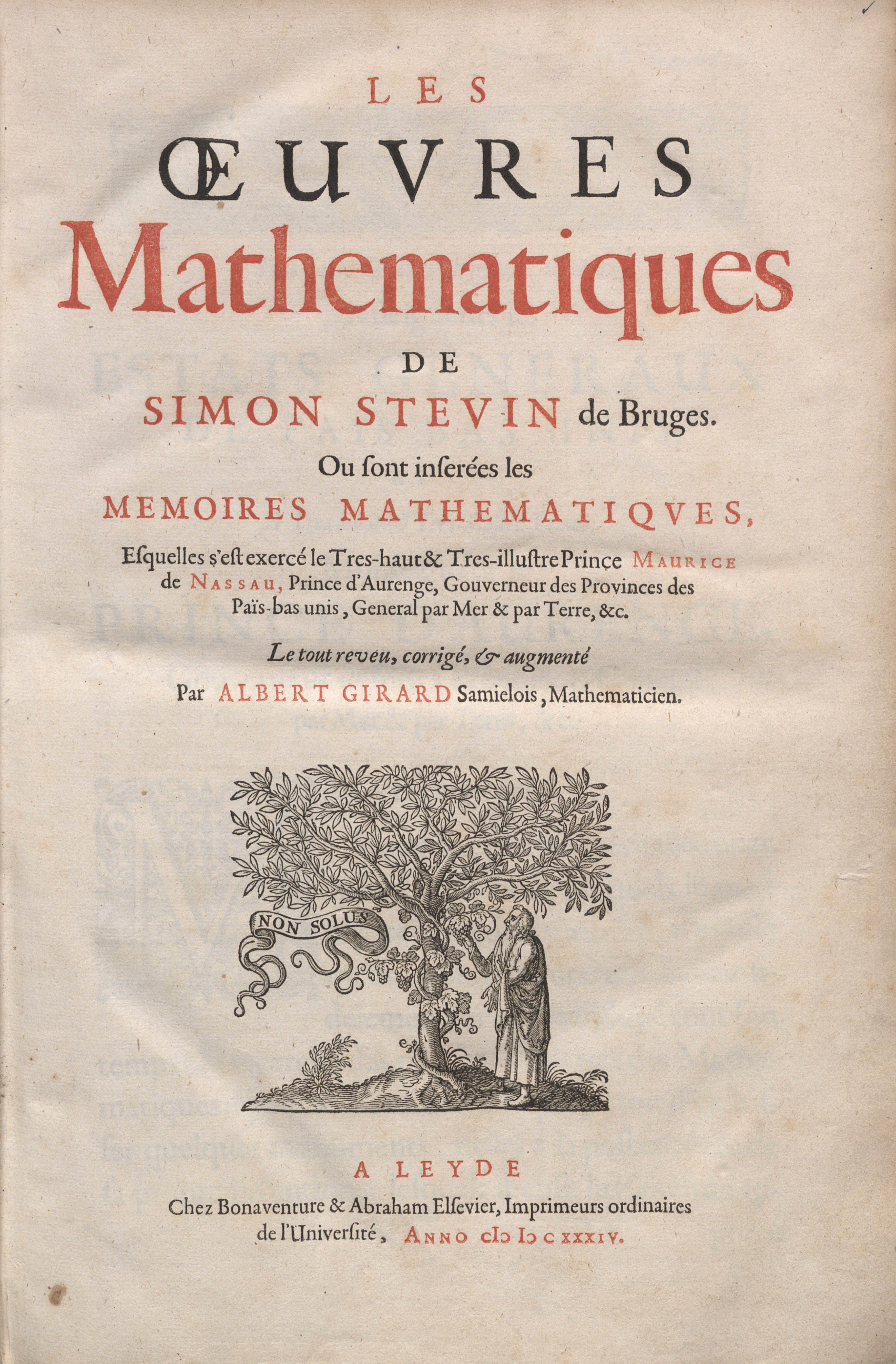
Oeuvres mathematiques

Nació en Brujas en torno a 1548. Sus padres, Antheunis (Anton) Stevin y Catelyne van der Poort, no estaban casados. Se cree que su padre era un hijo segundón de un antiguo alcalde de Veurne, mientras que su madre era la hija de una familia burguesa de Ypres. Catelyne van der Poort se casaría posteriormente con un mercader de seda y alfombras; la familia de este mercader era calvinista, por lo que se asume que Stevin fue criado en la fe calvinista.
No obstante, se conoce muy poco sobre su vida privada. Incluso la fecha exacta de su nacimiento, la fecha y lugar de su muerte (La Haya o Lieja) se desconocen. Se sabe que al morir en 1620 dejó esposa y dos hijos, y se ha supuesto que no llevaba excesivo tiempo casado con ella dada la juventud de estos. 
Unas pocas referencias a su juventud en sus propias obras hacen suponer que en su juventud trabajó como contable e intendente de un mercader de Amberes, para después viajar por Polonia, Dinamarca y otras zonas del norte de Europa. Tras esta primera etapa, en 1581, se desplazó a Leiden para estudiar latín, y en 1583, a la edad de 35 años, se matriculó en la Universidad de Leiden, donde trabó amistad con el hijo segundo de Guillermo de Orange, el conde Mauricio de Nassau. Tras el asesinato de Guillermo de Orange, éste fue sucedido por Mauricio, y Stevin pasó a formar parte de su servicio como consejero y tutor del nuevo príncipe de Orange. Mauricio acabó nombrándolo "waterstaet", esto es, superintendente de obras públicas, cargo que en los Países Bajos se encargaba de la supervisión de las obras públicas, sobre todo las relacionadas con los diques marítimos, y era por tanto considerado como de gran importancia. Posteriormente, fue nombrado intendente de los ejércitos de los Países Bajos.
Su fama en vida y en la época inmediatamente posterior a su muerte fue grande, llegando a ser considerado como una suerte de Leonardo da Vinci del norte. De hecho, es mencionado repetidas veces en la novela Tristram Shandy de Laurence Sterne como un genio, y su nombre se encuentra citado en numerosos tratados de ingeniería militar e hidráulica de toda la época que va desde el siglo XVII al siglo XIX.

### Ingeniería

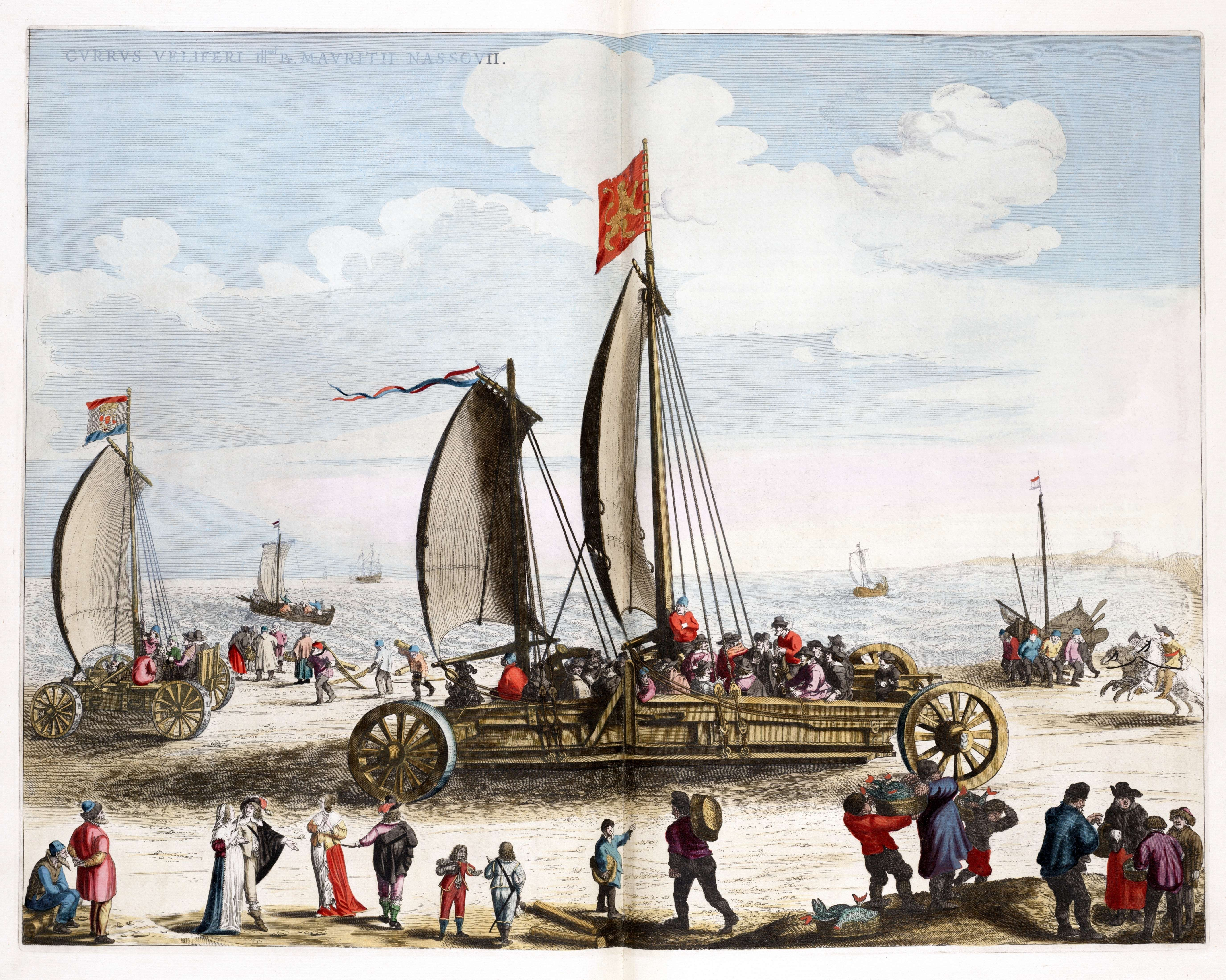
Yate terrestre diseñado por Simon Stevin en el

En su época, la reputación de Stevin se debió principalmente a su pericia en la ingeniería militar y a haber inventado un carruaje o "yate" terrestre impulsado por velas que era capaz de transportar a más de 25 personas a velocidades cercanas a los actuales 80 km/h. En torno al 1600 Stevin realizó en la playa de Scheveningen una demostración del invento ante el príncipe de Nassau, Mauricio de Orange, el cual, luego de verlo más como un entretenimiento para sus invitados y cortesanos, acabó por prohibir cualquier aplicación práctica del mismo al juzgar que tal medio de transporte arruinaría a los arrieros y al sistema de postas basado en los caballos. Dicho carruaje aún hoy se puede ver en la ciudad de Brujas.
A los 37 años, publicó "La aritmética de Simón Stevin, de Brujas", breve tratado sobre las fracciones decimales que en su traducción francesa no excede las siete páginas. En él, Stevin exponía con suma claridad el empleo de fracciones decimales para la extracción de la raíz cuadrada de un número, llegando a postular la conveniencia de adoptar un sistema métrico decimal en moneda y unidades de medida. También introdujo una nueva notación para describir los números decimales, de escaso éxito dada su complejidad frente a otras más compactas como la de Bartolomé Pitiscus y John Napier, usada hoy en día. Otra gran aportación de Stevin fue la de la noción de número, pues hasta entonces los matemáticos desconocían que el número implicaba la unidad, pertenecientes a una misma naturaleza y, por tanto, divisibles. A los matemáticos, les atribuía el error de utilizar esa unidad como el principio de los números, siendo ese principio no la unidad, sino la ausencia de esta (unidad), o vacío- el cero (0).
Destacó además por ser el primer matemático que reconoció la validez de los números negativos (todo número menor a cero), al aceptarlos como resultado de los problemas con que trabajaba. Además, reconoció la igualdad entre la sustracción de un número positivo y la adición de un número negativo [(+a) - (+b) = (+a) + (-b)]. Por todo ello es considerado en la actualidad como el padre de los números negativos.
Es también conocido por ser quien desarrolló el algoritmo de trabajo para la obtención del máximo común divisor de dos polinomios.

### Física
En física destacan sus contribuciones en el campo de la estática e hidrostática de fluidos: fue el primero en describir la presión hidrostática dentro de su obra De Beghinselen des Waterwichts, siendo que la presión ejercida por un líquido depende de la altura de la columna del líquido y del área de la superficie sobre la que actúa. 

Demostración de Stevin de la ley del equilibrio de un cuerpo en un plano inclinado, que se dice fue grabada sobre su tumba.

Fue uno de los primeros científicos en distinguir entre el equilibrio estable e inestable en problemas de flotación, y demostró el equilibrio de un cuerpo en un plano inclinado. Para ello, usó un método gráfico muy ingenioso e intuitivo, (ver imagen anexa) en el que empleaba una cuerda sobre un plano inclinado dividida en intervalos uniformemente distribuidos. Parece ser además que, en este mismo estudio, fue el primero en enunciar el teorema de Varignon relativo a la resultante de las fuerzas y momentos en un cuerpo.

### Música
En música, fue el primero en dar una definición y medida correcta del temperamento justo (1585), además de definir, en un tratado sobre las funciones exponenciales, la frecuencia de vibración que se correspondía con las respectivas notas musicales. Sus estudios musicales sobre el temperado justo parecen inspirados en la obra del laudista italiano Vincenzo Galilei, padre del famoso Galileo Galilei, y, curiosamente, sus descubrimientos al respecto coincidieron con los del chino Zhu Zaiyu, que con absoluta independencia también definió el temperado justo por esa misma época.

### Semiología
Stevin dedicó parte de su tiempo al estudio de la filosofía del lenguaje, llegando a postular una futura imperancia del neerlandés como lengua universal pues en ella los conceptos que se pueden expresar con monosílabos eran muchos más que en cualquier otra lengua conocida. De hecho, esta idea fue la que le llevó a despreciar el latín como lengua científica, y a escribir todos sus tratados en neerlandés. Huelga decir que, en una época en que el latín imperaba como lengua de cultura y conocimiento, semejante actitud limitó en gran medida la difusión de su obra, y en buena medida, debido a ello, incluso en la actualidad muchos de sus logros sigan ignorándose fuera de los Países Bajos.

### Contabilidad
En su labor como intendente del Príncipe de Nassau, destacó como pionero en el uso de la contabilidad de partida doble, i.e., con debe y haber, que al parecer conocía a través de los escritos de Girolamo Cardano, y se le reconoce como su introductor en los Países Bajos. Esto, aunque podría parecer trivial, se demostró como una aportación fundamental, dado que el empleo de la partida doble por parte de los comerciantes holandeses sería una de las causas que les ayudaría, primeramente, a superar económicamente a sus vecinos -y por ende a sobrevivir como país-, aparte de que fue a través de los Países Bajos que dicho sistema pasó a Inglaterra y Alemania, y permitió al fin el desarrollo del moderno capitalismo. 
Además, parece haber sido pionero en la aplicación de sus descubrimientos matemáticos a la contabilidad, sobre todo en lo referido a la decimalización de los guarismos.

## Obras
Escribió sobre óptica, geografía, astronomía, etc. Muchos de sus trabajos fueron traducidos al latín por Willebrord Snell van Royen, Snellius, (Leyden, 1580-1626). En 1608 y 1634 se publicarían en Leyden todos sus trabajos traducidos al francés.
- Tafelen van Interest (Tablas de interés) en 1582;
- Problemata geometrica en 1583;
- De Thiende (El decimal) en 1585;
- Práctica de aritmética en 1585 que presentó como un tratado uniforme para la resolución de ecuaciones algebraicas;
- De Beghinselen der Weeghconst (La Estática o el Arte de pesar), su libro más célebre, 1586;
- De Beghinselen des Waterwichts (Principios sobre el peso del agua), 1586 sobre hidrostática;
- Vita Politica. Het Burgherlick leven (De la vida civil, 1590);
- De Sterktenbouwing (De la Construcción de fortificaciones) 1594;
- De Havenvinding (La localización en el mar) en 1599, traducido al inglés por Edward Wright este mismo año;
- De Hemelloop (Las órbitas celestes) en 1608;
- Wiskonstighe Ghedachtenissen (Memorias matemáticas). Contiene De Driehouckhandel (Trigonometría), De Meetdaet (La agrimensura), y De Deursichtighe (la Perspectiva);
- Castrametation, dat is legermeting and Nieuwe Maniere van Stercktebou door Spilsluysen (Nuevas formas de construir esclusas) publicado en 1617;
- De Spiegheling der Singconst (Teoría del canto).
- Œuvres mathématiques..., Leyde, 1634

## Eponimia
- El cráter lunar Stevinus lleva este nombre en su memoria.[4]
- El asteroide (2831) Stevin también conmemora su nombre.[5]